# Codice Ermogeniano
Il Codice Ermogeniano (Codex Hermogenianus) è una raccolta non ufficiale di costituzioni imperiali di età dioclezianea contenente soprattutto rescritti del biennio 293-294. Questi rescritti, infatti, costituiscono molto probabilmente il nucleo originario della raccolta, perché si può credere che le costituzioni successive siano frutto di aggiunte posteriori.
Non si tratta di un codice ufficiale, e come il Codice Gregoriano non ci è pervenuto direttamente, ma attraverso opere successive che lo impiegarono come fonte, quali la Lex Romana Visigothorum, la Lex Romana Burgundiorum, i Vaticana fragmenta e la Collatio veteris cuiusdam iurisconsulti. Fu compilato in Oriente da un certo Ermogene o Ermogeniano. Tale Ermogeniano potrebbe forse identificarsi con l'omonimo giurista che fu autore delle iuris epitome, e che fu funzionario della cancelleria imperiale sotto Diocleziano.
Il Codice Ermogeniano si componeva di un solo libro, all'interno del quale le costituzioni si succedevano in ordine cronologico. Secondo alcuni studiosi sarebbe stato concepito come continuazione del Codice Gregoriano, ma la diversa sistematica interna delle due raccolte di costituzioni imperiali e lo stacco di un anno fra le più recenti costituzioni contenute nel Gregoriano e le più antiche contenute nell'Ermogeniano potrebbero essere valutati come indizi che depongono contro questa ipotesi.
Il Codex Hermogenianus rimase in vigore anche dopo l'emanazione del Codex Theodosianus e fu formalmente abolito solamente con l'emanazione del primo Codice di Giustiniano (Novus Codex Iustinianus) nel 529.